# Центр образования № 2 (Ногинск)
Центр образования № 2 имени В. Г. Короленко с углублённым изучением иностранного языка (ранее — школа № 2 имени В. Г. Короленко) — муниципальное бюджетное общеобразовательное учреждение Московской области, расположенное в исторической части центра города Ногинска Богородского городского округа.
Названо в честь русского писателя, журналиста и общественного деятеля Владимира Галактионовича Короленко.

## Описание
В центре образования действует дошкольное, начальное, основное и среднее общее образование. Центр образования сотрудничает с Государственным университетом просвещения и Государственным гуманитарно-технологическим университетом по техническому и социально-гуманитарному профилям обучения.
Два из четырёх зданий учреждения имеют статус памятников культурного наследия.

## История

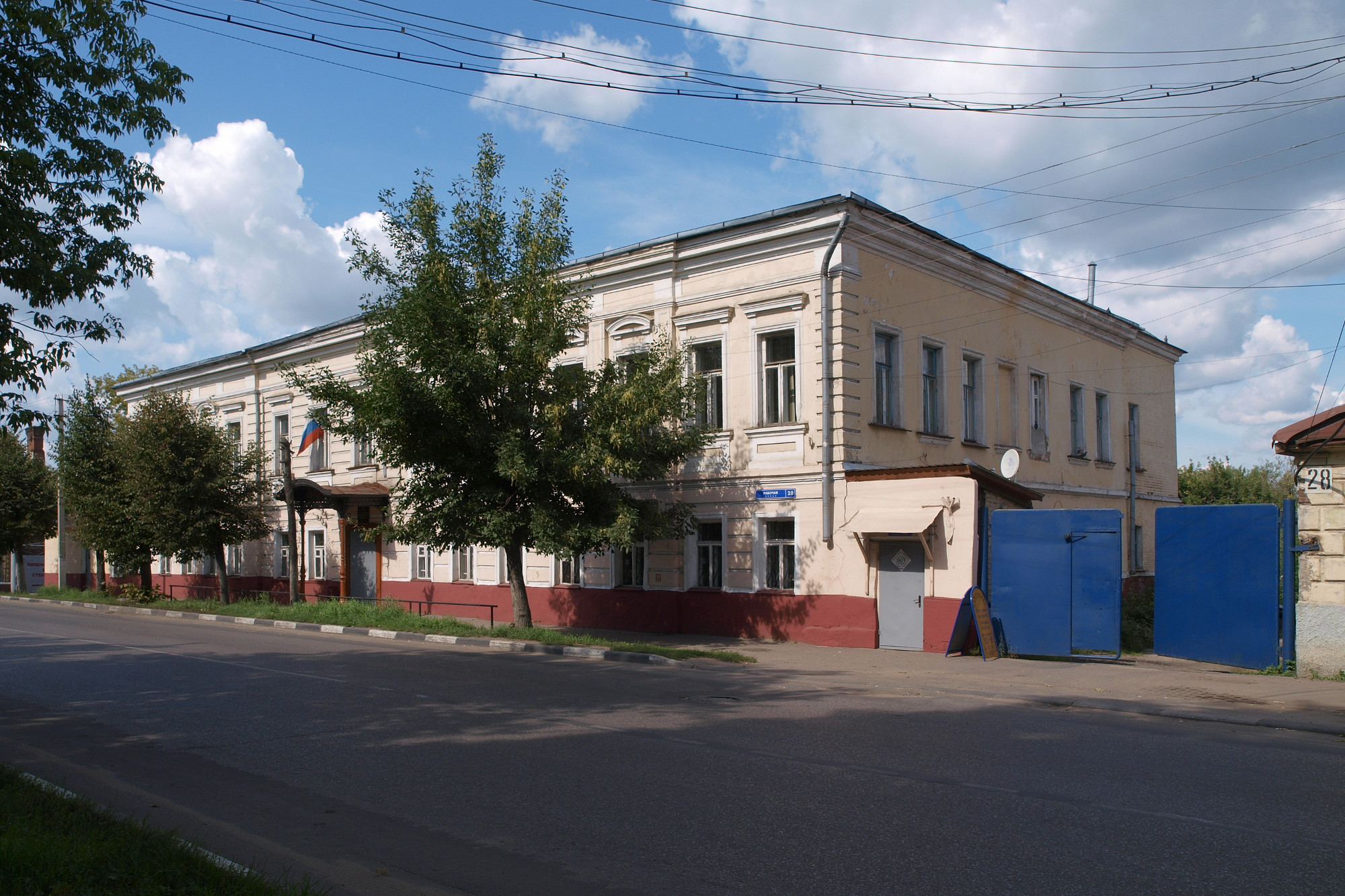
Здание по Рабочей улице

В 1838 в Богородске (ныне — Ногинск) открыто первое в Московском учебном округе городское училище[уточнить] для девочек — Богородская женская гимназия. В течение следующих нескольких лет количество обучающихся значительно увеличивается, и, как следствие, появляется необходимость в строительстве нового здания для последующего размещения в нём женской гимназии. Конкурс на проект здания выиграл архитектор Александр Васильевич Кузнецов. В 1908 построено здание, а в 1909 в нём началось обучение гимназисток.

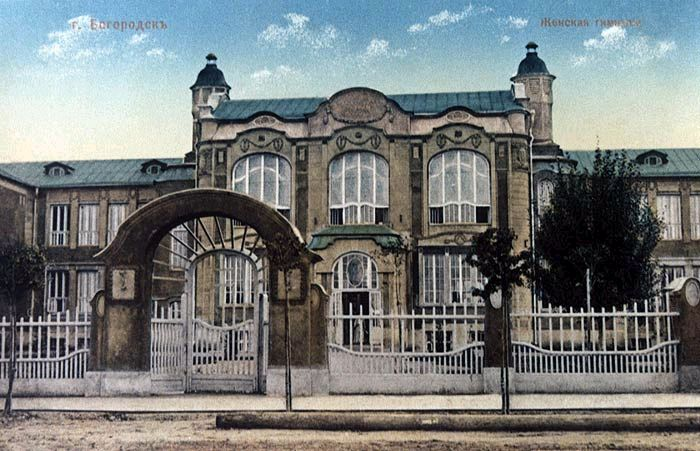
Здание Богородской женской гимназии

В 1918 гимназия преобразована во Вторую советскую трудовую школу, а через три года ей присвоено имя писателя Владимира Галактионовича Короленко.
1 сентября 1992 учреждению присвоен статус школы с углублённым изучением иностранного языка. С 1998 функционирует театр «Глобус» на английском языке.
В 2014 зданию присвоен статус объекта культурного наследия регионального значения, а в 2015 школе передано второе здание (Рабочая улица, 28-30) также являющееся объектом культурного наследия регионального значения. В 2017 создано школьное телевидение «ТВ-Короленко».
В 2021 учреждение реорганизовано в Центр образования № 2 имени В. Г. Короленко.

## Известные ученики
- Сергей Викторович Лавров, Министр иностранных дел РФ[12];
- Адиля Равгатовна Котовская, доктор медицинских наук, профессор, участвовавшая в подготовке полёта Юрия Гагарина в космос[13];
- Патриарх Московский Пимен, епископ Русской православной церкви[14].
- Денис Евгеньевич Пудовкин, военнослужащий, погибший при освобождении заложников во время теракта в Беслане[15].
- Илья Николаевич Скрипников, участник Афганской и Второй чеченской войны, Герой Российской Федерации[15].